# تاغبالت
تاغبالت هي قرية مغربية شمال المملكة. تنتمي لإقليم زاكورة. تضم هذه الجماعة القروية 8.867 نسمة (إحصاء 2004).
تعد جماعة تاغبالت ثاني أفقر جماعة قروية بالمغرب بعد جماعة البليدة.

## دواوير الجماعة
- ثلاكلو
- ايت امناد
- أيت حدّو
- تقشا-ألمو
- تغنبوت
- تغوليت
- زاكور
- هودا
- تعمريت
- ايت يشو
- ايت حدو
- إفرط
- ايت إيسفول
- إيمي نواسيف